# Fanni Kaplan
Fanni Efímovna Kaplan (rus: Фа́нни Ефи́мовна Капла́н), nascuda Feiga Khaimovna Roitblat (o Rojtman) (rus: Фейга Хаимовна Ройтблат), (Novitxi, Ucraïna, 10 de febrer de 1880 - Moscou, 3 de setembre de 1918) fou una activista política jueva ucraïnesa, militant del Partit Socialrevolucionari rus, executada després de l'intent d'assassinat a Lenin.

## Temptativa d'assassinat de Lenin
En el context de la Guerra Civil Russa, els socialistes revolucionaris organitzen una temptativa d'assassinat de Lenin, el 30 d'agost de 1918.
Lenin visitava aquell dia la fàbrica de Mikhelson (rus: завод Михельсона) de Moscou. Quan va abandonar l'edifici per anar a buscar el seu vehicle, Fanni Kaplan el va interpel·lar. Quan Lenin es va girar cap a ella, li va disparar tres trets. Una de les bales va passar a través de l'abric de Lenin; les altres dues li van tocar l'espatlla esquerra i el pulmó. Lenin tornà a les seves habitacions del Kremlin. Com que temia un altre atemptat contra ell, es negà a deixar la seguretat del Kremlin per fer-se guarir. Els metges arribats per tenir-ne cura van ser incapaços de retirar les bales fora d'un hospital. Tanmateix, va sobreviure.
Kaplan va ser arrestada i va ser interrogada per la Txekà. Va declarar:
| « | Em dic Fanni Kaplan. He disparat a Lenin avui. Ho he fet voluntàriament. No diré d'on prové el revòlver. Estava resolta a matar Lenin des de fa molt de temps. El considero com un traïdor a la Revolució. He estat exiliada a Akatui per haver participat en la temptativa d'assassinat del tsar a Kíev. He passat allà set anys de treball dur. He estat alliberada després de la Revolució. Estava a favor de l'assemblea constituent i ho estic sempre. | » |

Va ser Borís Sàvinkov qui li va proporcionar l'arma.
Va ser executada sense judici el 3 de setembre de 1918. Alguns dies més tard, Grigori Petrovski, comissari del poble a l'interior, fomentà les execucions i declarà: «Ja és hora de posar fi a tota aquesta tovor i a aquest sentimentalisme». El 5 de setembre, el Consell dels comissaris del poble publica el decret que oficialitza el Terror Roig.